# Funk
Funk er betegnelsen for en musikalsk musikgenre. Funkmusikken fødtes i USA i  midt 1960'erne med inspiration fra primært R&B, soul, jazz og rock. Det er karakteristisk for funk, at rytmikken er meget stram, og at rytmegruppens roller for en stor dels vedkommende er ostinater. Funkmusikken benytter sig af elektriske og elektroniske instrumenter. Således blev Rhodes-elklaveret og den elektriske bas vigtige kendetegn for funken. Ofte bruges også blæseinstrumenter i sektion.
Som med de fleste andre musikalske genrer er det svært at sætte funken i bås. Mange jazzalbums fra 1960'erne benytter de samme virkemidler som funken, ligesom meget af nutidens R&B og pop også gør det.
Blandt pionererne indenfor funkmusikken regnes James Brown, The Meters, Earth, Wind & Fire, George Clinton, Sly Stone, Graham Central Station, Parliament-Funkadelic, Average White Band  og Rick James.